# Xantomatos
Xantomatos är en leversjukdom som innebär en stor ansamling av kolesterol i kroppen och förekommer vid hyperkolesterolemi och primär biliär cirros.
Dessa ansamlingar kan förekomma var som helst på kroppen, men bildas vanligtvis på leder (särskilt armbågar och knän), fötter, händer och rumpa. Ansamlingarna kan variera i storlek – från små som nålhuvud till stora som druvor. De kan ibland vara gula eller orangea till färgen, och ger vanligtvis inte upphov till smärta. De kan dock ömma och orsaka klåda.